# Plaisance (Haïti)
Pour les articles homonymes, voir Plaisance.
 (mai 2016).
Si vous disposez d'ouvrages ou d'articles de référence ou si vous connaissez des sites web de qualité traitant du thème abordé ici, merci de compléter l'article en donnant les références utiles à sa vérifiabilité et en les liant à la section « Notes et références ».
Plaisance est une commune d'Haïti, située au fond d'une cuvette, dans le département du Nord (Arrondissement de Plaisance).
Plaisance Media est l'une des meilleures Plateforme plaisantins 
PDG Doney PIERRE 

## Démographie
La commune est peuplée de 63 278 habitants(recensement par estimation de 2009).

## Histoire
Des boucaniers y vivaient en nombre important[réf. nécessaire], chassant les bœufs et les porcs sauvages.
Cette commune a également été le refuge de marrons, tels Jean-François, Biassou et Scylla, pendant la guerre de l'Indépendance.
Le 6 octobre 2018, l'église catholique Saint Michel Archange de Plaisance a été endommagé par un séisme de magnitude 5.9 dont l'épicentre se trouvait à quelques kilomètres de Port-de-Paix. 

## Géographie
La commune de Plaisance est une région essentiellement montagneuse, parsemée de petites collines boisées séparées par des ruisseaux ou des rivières plus ou moins tumultueuses.  
Le climat est frais, en hiver la température peut descendre jusqu'à 19°C.  
La région est très fertile. On y cultive principalement des vivres alimentaires notamment l'igname.

## Administration
La commune est composée des sections communales de[réf. nécessaire] :
| - Colline-Gobert - Champagne - Martineau - Mapou | - La Trouble - La Ville - Bassin - Grande-Rivière |

## Monuments et sites
La ville comporte plusieurs monuments, tels que La Poudrière, les habitations La Provence, Dumesnil, Despeignes et l'ancienne chapelle Vierge Miracles de Gobert où Jean-Jacques Dessalines rencontra Pétion en 1803 avant de lancer l'assaut final contre le Cap-Français.
Elle abrite également plusieurs sites naturels dont la grotte et les chutes de Yacuba, les chutes sur les rivières Robillard et l'Ilet, et la grotte de Poreux, située entre Plaisance et Limbé.

## Galerie

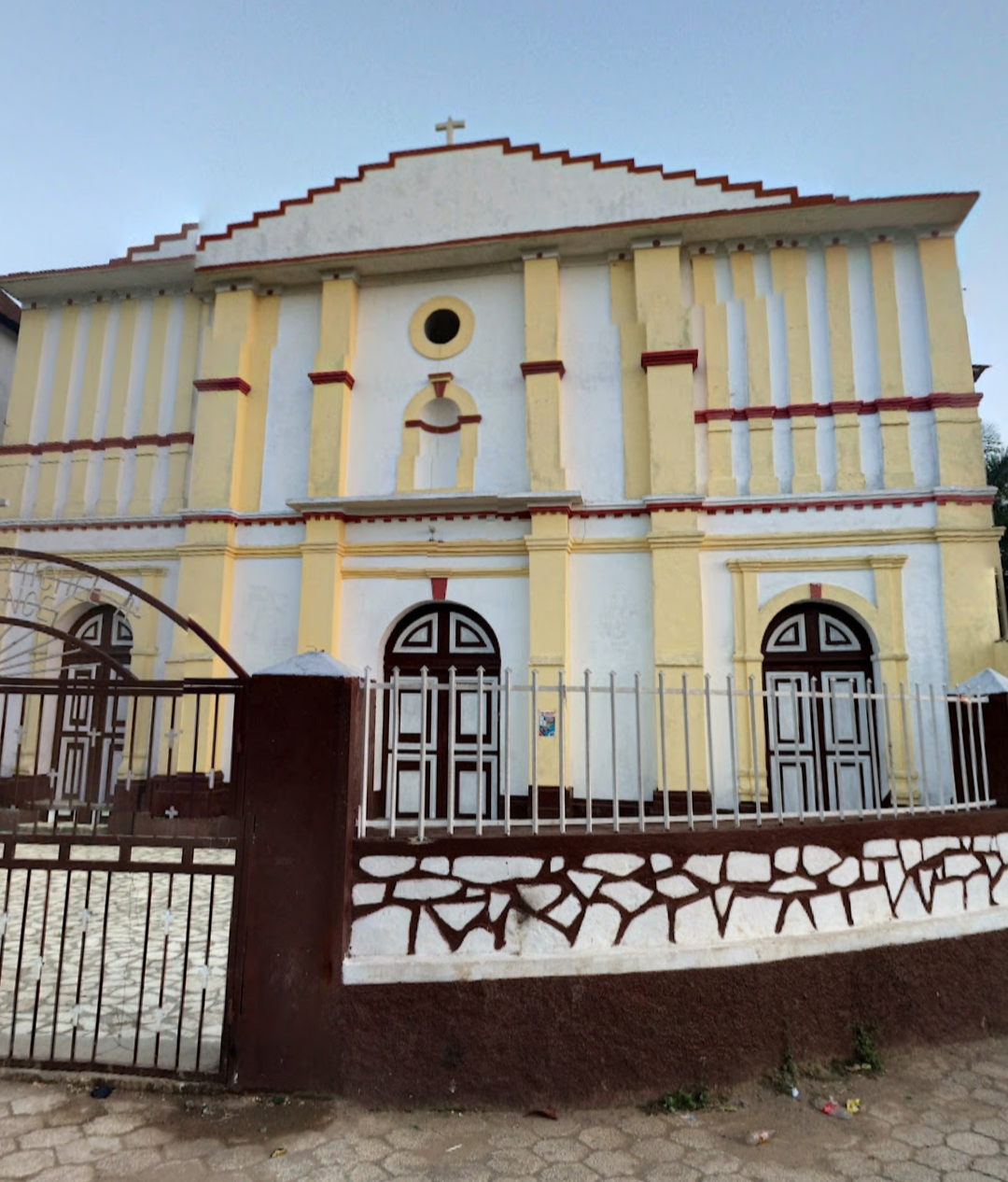
Ceci est une vue avant de l'église catholique de Plaisance.

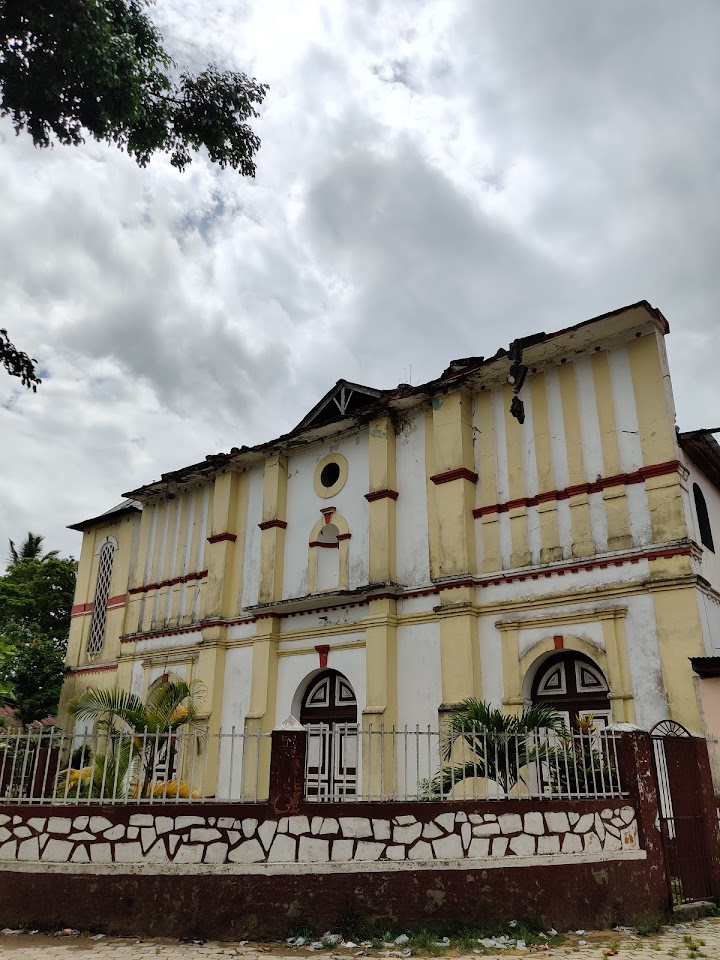
Après le séisme du 6 octobre 2018